# モロクノエ市電
モロクノエ市電（ウクライナ語: Трамвай у селищі Молочне、ロシア語: Трамвай села Молочное）は、かつてクリミア半島のモロクノエに存在した路面電車である。宿泊施設と海水浴場を結ぶ路線として1989年に開通したが、ロシアによるクリミアの併合の影響により2015年以降営業運転が行われていない。

## 開通までの経緯
モロクノエは、クリミア半島のイェウパトーリヤ近郊に存在する、人口2,500人程の村である。黒海（カラミタ湾）に面したこの場所は、ソビエト連邦時代に世界最大級の電波望遠鏡を始めとした人工衛星の監視施設が作られた一方、夏季になると砂浜が海水浴場として賑わう観光地としての側面も有する他、河口の泥に含まれる様々な効能を活かした保養地にもなっている。
1986年に発生したチェルノブイリ原子力発電所事故の影響を受け、当時のソ連国鉄南西鉄道局コロステン支部は、従業員の保養先としてこのモロクノエに存在する観光・保養用の大規模な宿泊施設を利用する事を決定した。しかし、この施設は冬季のカラミタ湾の氾濫による影響を避けるため、観光地となっている海水浴場から1.6 km程内陸部に存在していた。それまではバスが双方を結ぶ交通手段として用いられていたが、輸送力やガソリンの不足、更に観光地であるが故の環境問題など様々な観点から、新たに鉄道（路面電車）を建設する事が決定した。建設は1989年の春から始まり、同年の観光シーズンにあたる夏季から営業運転を開始した。

## 運行・車両
モロクノエ市電は内陸部の宿泊施設と海水浴場を結ぶ全長1.5 kmの路線で、世界でも非常に小規模な路面電車の1つだった。途中駅は存在せず、車庫は宿泊施設側に設置されていた。全線とも専用軌道となっており、開業当初は全線複線で終端には折り返し用のループ線も存在したが、後に単線となりループ線も撤去された。営業期間は観光シーズンに当たる5月中旬 - 6月上旬から8月末で、宿泊施設の利用客に加えて路面電車のみの利用も可能であった。本数は本数は1日15往復で、利用客は1日あたり3,000人以上であった。
運賃はソ連時代は5カペイカ、ソビエト連邦の崩壊後は1.5フリヴニャ、後述のロシア連邦編入後は7ルーブルと設定され、宿泊施設の利用客は1日4回まで利用可能な乗車券が宿泊日数分渡された。
車両は開通時からイェウパトーリヤ市電など他都市から譲渡された車両が用いられ、末期に使用されていたのは東ドイツ（現：ドイツ）のゴータ車両製造によって作られたゴータカーと呼ばれる電車だった。在籍数は1957年製の両運転台車両・T57と1959年製の片運転台車両・T59各1両で双方ともイェウパトーリヤ市電からの譲渡車であり、2両編成を組んで使用された。これらの車両は施設と共に継続した整備が行われ、希少な現役のゴータカーとして国外の鉄道ファンの来訪も多かった。それ以外にもモロクノエ市電には複数の予備車が在籍していたが、2011年までに解体された。

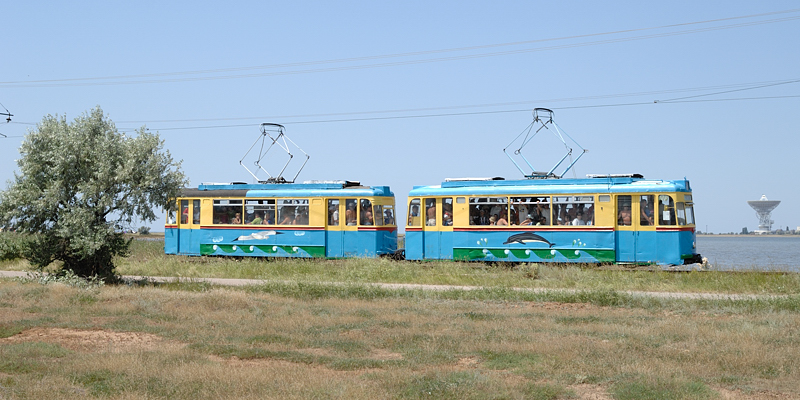
2両編成で運行するモロクノエ市電の列車（2006年撮影）

## 運行停止までの経緯
2014年ウクライナ騒乱直後、モロクノエが存在するクリミア半島の多くの地域を管轄するクリミア自治共和国は住民投票や決議を経てロシア連邦の統治下に置かれている。その影響でモロクノエを訪れる観光客が激減したため、2014年の運行期間は8月のみとなり、前述のとおり運賃もロシア・ルーブルに変更された。その後、2015年には宿泊施設の再建のため路面電車は休止となり、翌2016年6月から運行を再開する予定であったが、路面電車を運営していた宿泊施設の所有者が変わった事に加えて車両・施設の老朽化が進んでいた事もあり、同年以降モロクノエ市電の運行は行われていない。